# 麗美GOLDEN☆BEST -REIMY BRAND COMPLETE-
『麗美GOLDEN☆BEST -REIMY BRAND COMPLETE-』（レイミー・ゴールデンベスト　レイミー・ブランド・コンプリート）は、 2005年5月18日に日本コロムビアから発売された麗美のベスト・アルバムである。（規格品番はCOCP-33184）

## 解説
1986年に発売されたベストアルバム『ベスト・ソングス REIMY BRAND』から収録曲を追加し曲順変えた17曲を収録。
松任谷正隆がプロデュースした『REIMY』『"R"』『PANSY』、3枚のスタジオ・アルバムから作詞・作曲に松任谷由実が関わった楽曲のみを選曲している。
収録曲の『ノーサイド』は『NO SIDE』（1984年）、『青春のリグレット』は『DA・DI・DA』（1985年）、『霧雨で見えない』は『ダイアモンドダストが消えぬまに』（1987年）、『残暑』は『天国のドア』（1990年）、『恋の一時間は孤独の千年』は『TEARS AND REASONS』（1992年）で楽曲提供した松任谷由実自身がカバーし歌唱している。
また、麗美が作曲し松任谷由実が歌詞を付けた『星のクライマー』は『Yuming Compositions: FACES』（2003年）においてカバーされている。

## 収録曲
| 全編曲: 松任谷正隆。 |                                    |            |            |       |
| #                    | タイトル                           | 作詞       | 作曲       | 時間  |
| 1.                   | 「愛にDESPERATE」                  | 松任谷由実 | 松任谷由実 | 04:37 |
| 2.                   | 「何もいらないから」               | 松任谷由実 | 松任谷由実 | 03:21 |
| 3.                   | 「ノーサイド 」                    | 松任谷由実 | 松任谷由実 | 04:56 |
| 4.                   | 「霧雨で見えない」                 | 松任谷由実 | 松任谷由実 | 05:03 |
| 5.                   | 「こごえる心 」                    | 田口俊     | 松任谷由実 | 03:30 |
| 6.                   | 「どんなふうに」                   | 田口俊     | 松任谷由実 | 04:02 |
| 7.                   | 「時のめぐりあい」                 | 田口俊     | 松任谷由実 | 03:59 |
| 8.                   | 「青春のリグレット」               | 松任谷由実 | 松任谷由実 | 04:08 |
| 9.                   | 「残暑」                           | 松任谷由実 | 松任谷由実 | 04:31 |
| 10.                  | 「恋の一時間は孤独の千年」         | 松任谷由実 | 松任谷由実 | 03:40 |
| 11.                  | 「ポニーテイル」                   | 松任谷由実 | 松任谷由実 | 03:41 |
| 12.                  | 「星のクライマー」                 | 松任谷由実 | Reimy      | 05:34 |
| 13.                  | 「だって」                         | 田口俊     | 松任谷由実 | 03:48 |
| 14.                  | 「Time Travelers 」                | 松任谷由実 | 松任谷由実 | 04:37 |
| 15.                  | 「パンジーとトパーズのネックレス」 | 松任谷由実 | 松任谷由実 | 04:32 |
| 16.                  | 「花びらの舞う坂道 」              | 田口俊     | 松任谷由実 | 04:05 |
| 17.                  | 「ひとちがい」                     | 松任谷由実 | 松任谷由実 | 03:43 |

## ミュージシャン
- 松任谷正隆 - キーボード、プロデュース
- 浦田恵司 - シンセサイザー・プログラミング